# Programmation hors-ligne (robots industriels)
 (août 2016).
La programmation hors-ligne, communément appelée PHL en abrégé, ou CFAO robotique est une méthode de programmation des robots industriels.
Historiquement, les robots industriels étaient uniquement programmés par la méthode par apprentissage, qui consiste à créer des trajectoires en faisant mémoriser aux robots des points correspondant à des coordonnées cartésiennes. Même encore aujourd'hui, cette méthode est  la plus utilisée. Utile pour des applications de manipulation ou ne nécessitant pas la création d'un grand nombre de points, la programmation par apprentissage présente cependant de nombreux désavantages :
- Nécessité d'arrêter le robot pour lui faire apprendre le programme ;
- Temps de programmation pouvant s'avérer très long si le programme a beaucoup de points ;
- Essais/erreurs pour arriver à générer de bonnes trajectoires dus à des problématiques propres à la programmation robotique (Singularités, limites en termes de portée, limites de joints...).

La programmation hors-ligne permet de s’affranchir de ces contraintes en séparant le processus de programmation du robot du processus de production. Ainsi, un robot peut effectuer une tâche de travail alors que son programmeur peut en même temps, sur un ordinateur dédié, programmer la prochaine tâche via un logiciel de programmation hors-ligne.  
Cette méthode de programmation nécessite cependant d'avoir accès aux modèles CAO des pièces qui seront utilisées par le robot car le programmeur va créer les trajectoires robotiques en se basant sur la géométrie du modèle CAO de la pièce qu'il programme.  Il pourra par la suite visualiser le résultat de sa programmation grâce à un simulateur intégré qui est une représentation virtuelle de l'environnement de travail du robot avec toutes ses composantes. Certains logiciels permettent la programmation de trajectoires de manière automatique grâce à des algorithmes de calcul poussés. Le gain ainsi obtenu par rapport à la programmation par apprentissage autorise l’utilisation des robots pour de la production unitaire.

## Exemples de logiciels de programmations hors-ligne[3]
| Nom                         | Robots    |
| --------------------------- | --------- |
| Fuzzy Studio                | multiples |
| Almacalm Weld               | multiples |
| RoboStudio                  | ABB       |
| Roboguide                   | Fanuc     |
| Kuka Sim                    | Kuka      |
| Stäubli Robotics            | Staübli   |
| Robotmaster                 | multiples |
| DELMIA                      | multiples |
| RoboDK                      | multiples |
| SprutCAM Robot              | multiples |
| RobotExpert (Tecnomatix)    | multiples |
| FASTSUITE                   | multiples |
| Octopuz (Visual Components) | multiples |
| Delfoi (Visual Components)  | multiples |
| Drag & Bot                  | multiples |